# Freelance (2023)
Freelance ist ein US-amerikanischer Spielfilm aus dem Jahr 2023 von Regisseur Pierre Morel und Drehbuchautor Jacob Lentz mit John Cena, Alison Brie, Juan Pablo Raba, Alice Eve und Christian Slater. Die Actionkomödie kam am 5. Oktober 2023 in die deutschen Kinos. Auf Blu-ray Disc wurde der Film am 26. Januar 2024 veröffentlicht.

## Handlung
Mason Pettits ist ein ehemaliger Special-Forces-Soldat, der bei einem verheerenden Zwischenfall im Rahmen eines Einsatzes zur Ermordung des Diktators des fiktiven südamerikanischen Landes Paldonia, Juan Venegas, verletzt und aus medizinischen Gründen entlassen wurde. Daher geht er seit mehreren Jahren in einer mittelmäßigen Kanzlei seiner ursprünglichen Tätigkeit als Anwalt nach. Auch wenn er so Zeit mit seiner Frau Jenny und seiner Tochter Casey verbringen kann, langweilt er sich, zudem ist die Bezahlung nicht besonders lukrativ.
Daher lässt er sich auf das gut bezahlte Angebot seines ehemaligen Teamkollegen Sebastian Earle ein, der inzwischen Betreiber einer privaten Sicherheitsfirma ist. Mason soll in Paldonien als Leibwächter für die Sicherheit der Journalistin Claire Wellington sorgen. Diese will dort ein Exklusivinterview mit Venegas führen, der damit sein öffentliches Image inmitten eines Aufstandes gegen sein Regime aufpolieren will. Der Auftrag verärgert Pettits Frau Jenny, die nicht will, dass ihre Tochter Casey womöglich ohne Vater aufwächst.
Nach ihrer Ankunft in Paldonia und dem Treffen mit Venegas gerät der Konvoi auf dem Weg zum Interviewort in einen Hinterhalt. Die Leibwächter Venegas und Pettit können die Angreifer abwehren, wobei allerdings alle Fahrzeuge zerstört werden. Venegas kommt zu dem Schluss, dass ihre Angreifer verkleidete eigene Soldaten waren und dass es sich daher um einen von seinem Neffen Jorge mit Hilfe des südafrikanischen Militärberaters Oberst Jan Koehorst inszenierten Staatsstreich handelt. Die drei fliehen in den Dschungel, wo Pettit mit ein wenig Hilfe von Venegas die sie verfolgenden Söldner ausschalten kann. Schließlich erreicht die Gruppe ein Dorf, in dem Venegas hoch angesehen ist.
Im Dorf nimmt Wellington ihr Interview mit Venegas auf und versucht, sich Pettit romantisch zu nähern. Dieser widersteht aber, da er an seine Familie zu Hause denkt. Am nächsten Tag deutet Venegas den wahren Zweck von Pettits Auftrag an, woraufhin dieser seinen Auftraggeber Earle anruft. Dieser teilt ihm mit, dass er eigentlich angeheuert wurde, um sich bei dem Diktator einzuschmeicheln und ihn dann zu ermorden. Als Koehorst und seine Männer in das Dorf eindringen, gelingt Pettit und Venegas die Flucht auf einem Pferd, während Wellington gefangen genommen wird.
Auf dem Weg in die Hauptstadt Paldonias eröffnet Venegas Pettit, dass er nicht für den Abschuss des Hubschraubers und damit den Tod von Pettits Teammitgliedern verantwortlich gewesen sei. Später arrangieren die beiden den Austausch von Wellington, wobei Venegas enthüllt, dass die „Revolution“ gegen sein Regime inszeniert sei und er in Wirklichkeit von seinem Volk sehr geliebt werde. Am nächsten Tag, während des besagten Austauschs, lenken von Venegas aufgebotene Demonstranten Koehorst ab, während er, Pettit und Wellington in die Sicherheit des Präsidentenpalastes fliehen. Dort überredet Venegas Jorge, ihm bei der besseren Führung des Landes zu helfen. Aber General Martínez, Venegas' Vertrauter und Stellvertreter, entpuppt sich als weiterer Verschwörer. Jorge wird getötet, als er seinen Onkel schützt.
Als Koehorst und seine Männer den Palast erreichen, kommt es zu einer Schießerei zwischen ihnen und den Palastwachen, in deren Verlauf Pettit allein gegen Koehorst kämpft. Koehorst enthüllt dabei, dass er für die Tötung von Pettits Mannschaft verantwortlich war. Wellington, die den Kampf filmt, hilft Pettit, Koehorst zu überwältigen. Danach treffen Earle und sein Team ein und kümmern sich um den Rest von Koehorsts Kämpfern.
Einige Zeit später hat es Wellington geschafft, ihre Karriere mit dem Filmmaterial aus Paldonia voranzutreiben. Venegas tritt zurück, um demokratische Wahlen zu ermöglichen, und Pettit ist wieder mit seiner Familie vereint. Doch kurz vor seinem Rücktritt hat Venegas ihm 5 Millionen Dollar überwiesen, die es Pettit ermöglichen, seinen verhassten Job aufzugeben.

## Synchronisation
Die deutsche Synchronisation übernahm die Splendid Synchron GmbH. Das Dialogbuch schrieb Boris Tessmann, der auch Dialogregie führte.
| Rolle             | Darsteller               | Synchronsprecher          |
| ----------------- | ------------------------ | ------------------------- |
| Mason Pettits     | John Cena                | Dennis Schmidt-Foß        |
| Jenny Pettits     | Alice Eve                | Yvonne Greitzke           |
| Claire Wellington | Alison Brie              | Marieke Oeffinger         |
| Sebastian Earle   | Christian Slater         | Sven Hasper               |
| Präsident Venegas | Juan Pablo Raba          | Sebastian Christoph Jacob |
| Ausbilder         | Matt Moody               | Boris Tessmann            |
| Casey Pettits     | Molly McCann             | Aurelia van Cauwelaert    |
| Scott             | Felipe Andrés Echavarría | Boris Tessmann            |

## Produktion und Hintergrund
Der Film wurde von AGC Studios, Endurance Media (Produzent Steve Richards) und Sentient Entertainment (Produzenten Renee Tab und Christopher Tuffin) sowie Camilo Buendia und Christopher Milburn produziert. Das Budget betrug rund 40 Millionen US-Dollar. Die Dreharbeiten fanden ab Januar 2022 in Kolumbien statt.
Die Kamera führte Thierry Arbogast, die Musik schrieben Eliot Leung und Geoff Zanelli, die Montage verantwortete Chris Tonick. Das Kostümdesign gestaltete Ana Mariá Urrea und das Set-Design Eugenio Garcia. Für Drehbuchautor Jacob Lentz, der zuvor unter anderem für Jimmy Kimmel Live! tätig war, war es das Debüt in einem Langspielfilm.

## Rezeption
Christoph Petersen vergab auf filmstarts.de 1,5 von 5 Sternen. Da das Skript weder zündende Pointen noch spektakuläre Setpieces serviere, sei der Film über weite Strecken ziemlich öde, auch wenn mit John Cena und Alison Brie eigentlich genau die richtigen Stars für eine hochtourig-derbe Action-Komödie angeheuert wurden.
Lida Bach bezeichnete die Produktion auf riecks-filmkritiken.de als „in Sexismus, Rassismus und Kolonialismus badenden Ode auf kommerzielle Kriegsführung, merkantilen Macho-Militarismus und imperialistischen Interventionsangriffen“ mit spürbar lustlosem Schauspiel sowie einer visuell und technisch bescheidenen Ausführung. Mit einem Hauch intelligenter Ironie hätte die Action-Komödie ihre handwerklichen Schnitzer in den Dienst politischer Persiflage stellen können.
Oliver Armknecht bewertete den Film auf film-rezensionen.de mit vier von zehn Sternen. Der Film klang vielversprechend, das Ergebnis sei jedoch eher enttäuschend, da das komödiantische Potenzial des Ensembles nicht genutzt werde. So umständlich der Einstieg sei, so einfallslos seien Humor und Action.
Tjark Lorenzen kritisierte den Film auf netzwelt.de als „Actionkomödien-Einheitsbrei“. Dass der Film  einigermaßen unterhaltsam bleibe, liege vor allem an John Cena und Juan Pablo Raba. Auch würden die sonnigen Aufnahmen von Südamerika für Urlaubsstimmung sorgen.
Dani Maurer vergab auf outnow.ch zwei von sechs Sternen. Vom Regisseur von Taken hätte man eine flottere und spannendere Umsetzung der Geschichte erwartet. So bliebe Freelance ein harmloser Film, der nicht wisse, ob er Action, Thriller oder doch Komödie sein will.